# 2015 Kachuevskaya
2015 Kachuevskaya este un asteroid din centura principală, descoperit pe 4 septembrie 1972 de Liudmila Juravliova.